# 5.ª etapa del Tour de Francia 2025
La 5.ª etapa del Tour de Francia 2025 tuvo lugar el 9 de julio de 2025 y consistió en una etapa contrarreloj con inicio y final en la ciudad de Caen, sobre un recorrido de 33 km. El vencedor fue el belga Remco Evenepoel del equipo Soudal Quick-Step, Tadej Pogačar del UAE Team Emirates XRG se colocó como nuevo líder de la prueba.

## Clasificación de la etapa
| Caen - Caen | contrarreloj individual | (33 km) |

- Las clasificaciones de la etapa finalizaron de la siguiente forma:[3]

| \| Clasificación de la etapa \| Clasificación de la etapa \| Clasificación de la etapa \| Clasificación de la etapa \| Clasificación de la etapa \| \| Ciclista \| Ciclista \| Equipo \| Tiempo \| \| \| ------------------------- \| ------------------------- \| -------------------------- \| ------------------------- \| ------------------------- \| \| 1.º \| Remco Evenepoel \| Soudal Quick-Step \| 36 min 42 s \| \| \| 2.º \| Tadej Pogačar \| UAE Team Emirates XRG \| + 16 s \| \| \| 3.º \| Edoardo Affini \| Team Visma \\| Lease a Bike \| + 33 s \| \| \| 4.º \| Bruno Armirail \| Decathlon-AG2R La Mondiale \| + 35 s \| \| \| 5.º \| Kévin Vauquelin \| Arkéa-B&B Hotels \| + 49 s \| \| \| 6.º \| Florian Lipowitz \| Red Bull-Bora-Hansgrohe \| + 58 s \| \| \| 7.º \| Iván Romeo \| Movistar Team \| + 1 min 02 s \| \| \| 8.º \| João Almeida \| UAE Team Emirates XRG \| + 1 min 14 s \| \| \| 9.º \| Lucas Plapp \| Team Jayco AlUla \| + 1 min 17 s \| \| \| 10.º \| Pablo Castrillo \| Movistar Team \| + 1 min 18 s \| \| |                  |                            |              |
| |                  |                            |              |
| Fuentes: ProCyclingStats Cycling Quotient |                  |                            |              |
| Clasificación de la etapa |                  |                            |              |
| Ciclista | Ciclista         | Equipo                     | Tiempo       |
| 1.º | Remco Evenepoel  | Soudal Quick-Step          | 36 min 42 s  |
| 2.º | Tadej Pogačar    | UAE Team Emirates XRG      | + 16 s       |
| 3.º | Edoardo Affini   | Team Visma \| Lease a Bike | + 33 s       |
| 4.º | Bruno Armirail   | Decathlon-AG2R La Mondiale | + 35 s       |
| 5.º | Kévin Vauquelin  | Arkéa-B&B Hotels           | + 49 s       |
| 6.º | Florian Lipowitz | Red Bull-Bora-Hansgrohe    | + 58 s       |
| 7.º | Iván Romeo       | Movistar Team              | + 1 min 02 s |
| 8.º | João Almeida     | UAE Team Emirates XRG      | + 1 min 14 s |
| 9.º | Lucas Plapp      | Team Jayco AlUla           | + 1 min 17 s |
| 10.º | Pablo Castrillo  | Movistar Team              | + 1 min 18 s |

## Clasificaciones al final de la etapa

### Clasificación general(Maillot Jaune)[4]
| \| Clasificación general \| Clasificación general \| Clasificación general \| Clasificación general \| Clasificación general \| \| Ciclista \| Ciclista \| Equipo \| Tiempo \| \| \| --------------------- \| --------------------- \| -------------------------- \| --------------------- \| --------------------- \| \| 1.º \| Tadej Pogačar \| UAE Team Emirates XRG \| 17 h 22 min 58 s \| \| \| 2.º \| Remco Evenepoel \| Soudal Quick-Step \| + 42 s \| \| \| 3.º \| Kévin Vauquelin \| Arkéa-B&B Hotels \| + 59 s \| \| \| 4.º \| Jonas Vingegaard \| Team Visma \\| Lease a Bike \| + 1 min 13 s \| \| \| 5.º \| Matteo Jorgenson \| Team Visma \\| Lease a Bike \| + 1 min 22 s \| \| \| 6.º \| Mathieu van der Poel \| Alpecin-Deceuninck \| + 1 min 28 s \| \| \| 7.º \| João Almeida \| UAE Team Emirates XRG \| + 1 min 53 s \| \| \| 8.º \| Primož Roglič \| Red Bull-Bora-Hansgrohe \| + 2 min 30 s \| \| \| 9.º \| Florian Lipowitz \| Red Bull-Bora-Hansgrohe \| + 2 min 31 s \| \| \| 10.º \| Mattias Skjelmose \| Lidl-Trek \| + 2 min 32 s \| \| |                      |                            |                  |
| |                      |                            |                  |
| Fuentes: ProCyclingStats Cycling Quotient |                      |                            |                  |
| Clasificación general |                      |                            |                  |
| Ciclista | Ciclista             | Equipo                     | Tiempo           |
| 1.º | Tadej Pogačar        | UAE Team Emirates XRG      | 17 h 22 min 58 s |
| 2.º | Remco Evenepoel      | Soudal Quick-Step          | + 42 s           |
| 3.º | Kévin Vauquelin      | Arkéa-B&B Hotels           | + 59 s           |
| 4.º | Jonas Vingegaard     | Team Visma \| Lease a Bike | + 1 min 13 s     |
| 5.º | Matteo Jorgenson     | Team Visma \| Lease a Bike | + 1 min 22 s     |
| 6.º | Mathieu van der Poel | Alpecin-Deceuninck         | + 1 min 28 s     |
| 7.º | João Almeida         | UAE Team Emirates XRG      | + 1 min 53 s     |
| 8.º | Primož Roglič        | Red Bull-Bora-Hansgrohe    | + 2 min 30 s     |
| 9.º | Florian Lipowitz     | Red Bull-Bora-Hansgrohe    | + 2 min 31 s     |
| 10.º | Mattias Skjelmose    | Lidl-Trek                  | + 2 min 32 s     |

### Clasificación por puntos(Maillot Vert)[5]
| Clasificación por puntos | Clasificación por puntos | Clasificación por puntos   | Clasificación por puntos | Clasificación por puntos |
| Ciclista                 | Ciclista                 | Equipo                     | Puntos                   |                          |
| ------------------------ | ------------------------ | -------------------------- | ------------------------ | ------------------------ |
| 1.º                      | Tadej Pogačar            | UAE Team Emirates XRG      | 97 pts                   |                          |
| 2.º                      | Jonathan Milan           | Lidl-Trek                  | 92 pts                   |                          |
| 3.º                      | Biniam Girmay            | Intermarché-Wanty          | 87 pts                   |                          |
| 4.º                      | Mathieu van der Poel     | Alpecin-Deceuninck         | 80 pts                   |                          |
| 5.º                      | Tim Merlier              | Soudal Quick-Step          | 72 pts                   |                          |
| 6.º                      | Anthony Turgis           | Team TotalEnergies         | 57 pts                   |                          |
| 7.º                      | Søren Wærenskjold        | Uno-X Mobility             | 46 pts                   |                          |
| 8.º                      | Jonas Vingegaard         | Team Visma \| Lease a Bike | 43 pts                   |                          |
| 9.º                      | Paul Penhoët             | Groupama-FDJ               | 43 pts                   |                          |
| 10.º                     | Remco Evenepoel          | Soudal Quick-Step          | 37 pts                   |                          |

### Clasificación de la montaña(Maillot à Pois Rouges)[6]
| Clasificación de la montaña | Clasificación de la montaña | Clasificación de la montaña | Clasificación de la montaña | Clasificación de la montaña |
| Ciclista                    | Ciclista                    | Equipo                      | Puntos                      |                             |
| --------------------------- | --------------------------- | --------------------------- | --------------------------- | --------------------------- |
| 1.º                         | Tadej Pogačar               | UAE Team Emirates XRG       | 5 pts                       |                             |
| 2.º                         | Tim Wellens                 | UAE Team Emirates XRG       | 5 pts                       |                             |
| 3.º                         | Jonas Vingegaard            | Team Visma \| Lease a Bike  | 3 pts                       |                             |
| 4.º                         | Lenny Martinez              | Bahrain Victorious          | 2 pts                       |                             |
| 5.º                         | Benjamin Thomas             | Cofidis                     | 2 pts                       |                             |
| 6.º                         | Kévin Vauquelin             | Arkéa-B&B Hotels            | 1 pt                        |                             |
| 7.º                         | Anders Halland Johannessen  | Uno-X Mobility              | 1 pt                        |                             |
| 8.º                         | Kasper Asgreen              | EF Education-EasyPost       | 1 pt                        |                             |
| 9.º                         | Andreas Leknessund          | Uno-X Mobility              | 1 pt                        |                             |

### Clasificación del mejor joven(Maillot Blanc)[7]
| Clasificación del mejor joven | Clasificación del mejor joven | Clasificación del mejor joven | Clasificación del mejor joven | Clasificación del mejor joven |
| Ciclista                      | Ciclista                      | Equipo                        | Tiempo                        |                               |
| ----------------------------- | ----------------------------- | ----------------------------- | ----------------------------- | ----------------------------- |
| 1.º                           | Remco Evenepoel               | Soudal Quick-Step             | 17 h 23 min 40 s              |                               |
| 2.º                           | Kévin Vauquelin               | Arkéa-B&B Hotels              | + 17 s                        |                               |
| 3.º                           | Florian Lipowitz              | Red Bull-Bora-Hansgrohe       | + 1 min 49 s                  |                               |
| 4.º                           | Mattias Skjelmose             | Lidl-Trek                     | + 1 min 50 s                  |                               |
| 5.º                           | Oscar Onley                   | Team Picnic-PostNL            | +                             |                               |
| 6.º                           | Carlos Rodríguez              | Ineos Grenadiers              | +                             |                               |
| 7.º                           | Joseph Blackmore              | Israel-Premier Tech           | +                             |                               |
| 8.º                           | Jenno Berckmoes               | Lotto                         | +                             |                               |
| 9.º                           | Ben Healy                     | EF Education-EasyPost         | + 6 min 55 s                  |                               |
| 10.º                          | Romain Grégoire               | Groupama-FDJ                  | + 8 min 11 s                  |                               |

### Clasificación por equipos(Classement par Équipe)[8]
| Clasificación por equipos | Clasificación por equipos  | Clasificación por equipos | Clasificación por equipos |
| Equipo                    | Equipo                     | Tiempo                    |                           |
| ------------------------- | -------------------------- | ------------------------- | ------------------------- |
| 1.º                       | Team Visma \| Lease a Bike | 52 h 13 min 11 s          |                           |
| 2.º                       | UAE Team Emirates XRG      | + 1 min 28 s              |                           |
| 3.º                       | Groupama-FDJ               | + 7 min 14 s              |                           |
| 4.º                       | Decathlon-AG2R La Mondiale | +                         |                           |
| 5.º                       | Arkéa-B&B Hotels           | +                         |                           |
| 6.º                       | Team Jayco AlUla           | +                         |                           |
| 7.º                       | Team TotalEnergies         | +                         |                           |
| 8.º                       | Cofidis                    | +                         |                           |
| 9.º                       | Alpecin-Deceuninck         | +                         |                           |
| 10.º                      | EF Education-EasyPost      | + 12 min 43 s             |                           |

## Abandonos
- Emilien Jeannière (Team TotalEnergies) no tomó la salida de la etapa como consecuencia de una caída de jornadas pasadas.
- Jasper De Buyst (Lotto) no tomó la salida de la etapa como consecuencia de una caída de jornadas pasadas.